# Paqui
Francisco Nicolás Veza Fragoso, plus connu sous le nom de Paqui, né le 6 décembre 1970 à Alicante (province d'Alicante, Espagne), est un footballeur espagnol qui jouait au poste de défenseur. Il remporte la médaille d'or avec l'Espagne aux Jeux olympiques de 1992.

## Biographie

### En club
Paqui est formé à l'Hércules Alicante, puis à La Masia, le centre de formation du FC Barcelone. Il joue la saison 1989-1990 avec le FC Barcelone B.
Entre 1990 et 1995, il évolue au CD Tenerife. Son équipe se classe 5e du championnat de première division en 1993.
Lors de la saison 1995-1996, il joue en faveur du Real Saragosse, avant de jouer à l'Hércules Alicante la saison suivante.
Entre 1997 et 2004, il évolue à l'UD Las Palmas, entrecoupé d'un bref prêt au Club Atlético Osasuna.
Il dispute un total de 221 matchs en première division espagnole, inscrivant 2 buts, et 112 matchs en deuxième division espagnole, marquant 4 buts. Il prend également part à la Coupe d'Europe des vainqueurs de coupe et à la Coupe de l'UEFA.

### En équipe nationale
Francisco Veza joue avec l'équipe d'Espagne des moins de 19 ans, puis avec l'équipe d'Espagne des moins de 20 ans, avant de se voir sélectionné avec les espoirs.
Il prend part à la Coupe du monde des moins de 20 ans 1989 qui se déroule en Arabie saoudite. Lors du mondial junior, il joue trois matchs : contre l'Argentine, l'Irak, et la Norvège.
Il participe ensuite aux Jeux olympiques de 1992 organisés dans son pays natal. Il ne dispute toutefois aucun match lors du tournoi olympique. À l'issue du tournoi, l'Espagne se voit sacrée championne olympique.

## Palmarès
- Médaille d'or aux Jeux olympiques de 1992 avec l'équipe d'Espagne
- Champion d'Espagne de D2 en 2000 avec l'UD Las Palmas
- Finaliste de la Supercoupe de l'UEFA en 1995 avec le Real Saragosse
- Vainqueur du Trophée Joan Gamper en 1993 avec le CD Tenerife